# 渚のシンデレラ (柏原よしえの曲)
「渚のシンデレラ」（なぎさのシンデレラ）は柏原よしえの9枚目のシングル。1982年4月21日にフィリップス・レコードから発売された。

## 概要
オリコンチャートの最高位は7位、シングル売り上げは20万枚を超える記録となった。公称シングル売上は40万枚を記録。なお、TBS系『ザ・ベストテン』では9位、日本テレビ系『ザ・トップテン』では5位を獲得している。
ザ・ベストテンでは大船ヨークカルチャーセンターのレオタード姿の主婦たちが柏原のバックダンサーを務め、コミカルに熱唱し話題となった。

## 収録曲
1. 渚のシンデレラ (2分48秒)
作詞・作曲：藤原いくろう／編曲：竜崎孝路
2. ロマンチックにI love you (3分18秒)
作詞：三浦徳子／作曲：小泉まさみ／編曲：後藤次利